# Іменування хімічних елементів
Хімічні елементи можуть бути названі за різним принципом: іноді на честь людини, яка їх відкрила, або місця, де вони були виявлені. Деякі мають латинське чи грецьке коріння, що походить від чогось, пов'язаного з елементом, наприклад, способу, у який він використовувався.

## Відомі елементи
Усі 118 виявлених елементів підтверджені та мають офіційну назву та символ згідно з рішенням IUPAC. Останні чотири назви та символи були додані 28 листопада 2016 року. До речі, на даний момент немає непідтверджених відкриттів і всі сім періодів (рядків) періодичної таблиці заповнені.

## Етимологія
Назви елементів можуть посилатися на:
- міфологічну концепція або персонаж (включаючи астрономічний об'єкт),
- мінерал або подібну речовину,
- місце або географічний регіон,
- властивість елемента, або
- науковця.

### Люди
Хімічні елементи іноді називають на честь людей — особливо синтетичні елементи, відкриті (синтезовані) після прибл. 1940 року. Дуже небагато з них названо на честь своїх першовідкривачів, і лише два були названі на честь живих людей: елемент сіборгій був названий на честь Гленна Сіборга, який був живий на момент присвоєння назви в 1997 році; а в 2016 році Оганесон був названий на честь Юрія Оганесяна (ще живий станом на січень 2022).
Багато трансуранових елементів названо на честь лауреатів Нобелівської премії:
- Кюрій (Марія і П'єр Кюрі)
- Ейнштейній (Альберт Ейнштейн)
- Фермій (Енріко Фермі)
- Лоуренсій (Ернест Лоуренс)
- Рентгеній (Вільгельм Рентген)
- Резерфордій (Ернест Резерфорд)
- Сіборгій (Гленн Сіборг)

Інші трансуранові елементи названі на честь вчених, які не є лауреатами премії:
- Майтнерій (Ліза Майтнер)
- Менделевій (Дмитро Менделєєв)
- Нобелій (Альфред Нобель)
- Оганесон (Оганесян Юрій Цолакович)

Трансурановий елемент флеровій був названий на честь Лабораторії ядерних реакцій імені Фльорова, яка, в свою чергу, була названа на честь радянського фізика Георгія Фльорова. IUPAC заявив, що елемент був названий на честь лабораторії, а не на честь Фльорова, але Юрій Оганесян, який очолював групу в лабораторії, яка виявила елемент, сказав, що був намір назвати його саме на честь Фльорова.
Елемент самарій названо на честь Василя Самарського-Биховця, а гадоліній опосередковано названий (через мінерал гадолініт) на честь Югана Ґадоліна.
Лекок де Буабодран, який назвав елемент галій на честь своєї батьківщини Франції (від лат. Gallia, що означає Галлія), заперечував, що назва елемента була каламбуром на його власне ім'я («le coq» французькою означає «півень», як і «gallus» латиною).

### Місця на землі
Деякі хімічні елементи названі на честь місць на планеті Земля. Елементи, названі на честь існуючих країн і міст:
- Полоній — на честь Польщі.[13]
- Францій і галій — обидва названі на честь Франції.[14]
- Ніхоній — на честь Японії.
- Германій — на честь Німеччини.[15]
- Берилій був названий на честь мінералу берил, назва якого, можливо, походить від Белур, міста в штаті Карнатака в Індії.[16][17]
- Індій отримав свою назву від кольору індиго, який видно в його спектрі, латинське indicum означає «індійський», що робить його опосередковано названим на честь Індії.[18]
- Америцій — на честь Америки.[19][20]
- Європій — на честь Європи.
- Берклій — на честь американського міста Берклі.
- Тенессин і каліфорній — на честь американських штатів Теннессі і Каліфорнія відповідно.
- Дубній і московій — на честь російських міст Дубна[21] і Москва.

Деякі місця в Скандинавії мають елементи, названі на їх честь:
- Ітрій, тербій, ербій та ітербій названі на честь шведського села Іттербю, де вперше були знайдені їхні руди.[22]
- Гафній названий на честь Hafnia, латинської назви Копенгагена.[23][24]
- Гольмій названий на честь Holmia, латинської назви столиці Швеції Стокгольма.[25][22]
- Скандій походить від латинського назви Скандинавії.
- Тулій походить від давньогрецького слова для віддаленої арктичної землі, яку римляни називали ultima Thule.[22][26]

Ряд інших елементів названо на честь класичних іменувань різних місцевостей:
- Рутеній походить від загальної латинської назви регіону, що включає Білорусь, Україну та Росію.[27]
- Лютецій названий на честь Lutetia, латинської назви Парижа.
- Назва мідь (cuprum) походить від давньоанглійського слова, яке походить від латинської назви острова Кіпр.[28]
- Назви як магнію, так і марганцю походять від назви грецького регіону Магнезія.[29]

### Астрономічні об'єкти
Назви елементів за астрономічними об'єктами походять від давньої асоціації металів з різними планетами та їхніми богами, а саме: ртуті — з Меркурієм; міді — з Венерою; заліза — з Марсом (за назвою римського бога війни); олова — з Юпітером (названий на честь римського головного бога); і свинця — з Сатурном (названим на честь стародавнього бога, який був батьком Юпітера). Сонце і Місяць асоціювалися відповідно з золотом і сріблом.
Кілька елементів названо безпосередньо на честь астрономічних тіл, включаючи планети, карликові планети, астероїди, Землю, Сонце та Місяць: уран, нептуній, плутоній, церій і паладій були названі відповідно на честь Урана, Нептуна, Плутона, Церери та Паллади. Назва селен походить від грецького слова, що означає Місяць (Σελήνη). Подібним чином назва гелій походить від грецького слова, що означає Сонце (Ἢλιος), оскільки перші докази існування гелію були у вигляді чітких спектральних ліній випромінювання Сонця, які не можна було пояснити жодним із відомих елементів у 1870-х роках. Телур названий на честь латинського слова tellus, що означає «земля».

### Мінерали та гірські породи
Багато елементів названо на честь мінералів та гірських порід, у яких вони містяться, наприклад, кальцій — від латинського calx (вапно), кремній (silicium) — від латинського silex (пісок), натрій — від соди (мінерал натрон). Літій отримав свою назву через те, що на відміну від калію і натрію цей луг уперше був виявлений у «царстві мінералів» — «каменях» (грец. λίθος — камінь). Латинська назва елементу Carboneum походить від слова з давнім походженням carbo — «вугілля»; традиційна українська назва хімічного елементу «вуглець» також пов'язана зі словом «вугілля».

### Тимчасові назви
У 1979 році IUPAC опублікував рекомендації щодо систематичних назв елементів, які слід використовувати для ще неназваних або невідкритих елементів, як екземпліфікантів, доки відкриття елемента не буде підтверджено та не буде ухвалене рішення щодо постійної назви. Рекомендації здебільшого ігноруються вченими, які просто називають ці елементи за їхнім атомним номером, наприклад «елемент 119» (замість «унуненній»), з символом (119) або навіть просто 119.
З 2002 року Відділ неорганічної хімії IUPAC є офіційним органом, відповідальним за присвоєння офіційних назв новим елементам, а Рада IUPAC приймає остаточне рішення.

## Хімічний символ
Після того як елемент було названо, йому необхідно призначити одно- або дволітерний символ, щоб на нього можна було легко посилатися в таких контекстах, як періодична таблиця або хімічні формули. Перша літера завжди велика. Хоча символ часто є скороченням назви елемента, іноді він може не збігатися з назвою елемента, якщо символ базується на неанглійських словах, наприклад «Pb» для свинцю (від plumbum на латині). Елементи, які мають лише тимчасові систематичні назви, отримують тимчасові трилітерні символи (наприклад, Uue для унуненнію, невідкритого елементу 119).

## Суперечки щодо іменування
Назви синтетичних елементів дубнію і сіборгію викликали значну кількість суперечок, які називаються Трансфермієвими війнами. Американці хотіли назвати елемент 105 ганієм, а росіяни віддавали перевагу назві дубній. Американці також хотіли назвати елемент 106 сіборгієм. Ця суперечка про найменування тривала з 1970-х років (коли були відкриті елементи) до 1990-х років, коли Міжнародний союз теоретичної та прикладної хімії (IUPAC) створив попередній список назв елементів для елементів 104—109. Американці, однак, відмовилися погоджуватися з цими назвами, оскільки сіборгія в списку не було. Таким чином, IUPAC переглянув рішення і в 1996 році назвав елемент 105 дубній, а елемент 106 — сіборгій.

## Альтернативні форми елементів, назви, що вказують на структуру молекул, і назви сполук
Коли чистий елемент, що складається лише з одного типу атомів, тим не менше існує в кількох формах (алотропах) з різною структурою та властивостями, їм зазвичай дають різні назви; наприклад, графіт і алмаз є алотропними формами елемента вуглецю. Навіть для таких елементів, як азот, що мають лише один стабільний алотроп, така назва, як динітроген, може використовуватися для вказівки на його молекулярну структуру N2, а також його елементний склад. Назви хімічних сполук, що містять більше ніж один елемент, є складною темою, яка детально обговорюється в статті про хімічну номенклатуру.